# 사이먼 웨브
사이먼 솔로몬 웨브(Simon Solomon Webbe, 1979년 3월 30일 ~ )는 잉글랜드의 싱어송라이터이다. 2000년부터 2005년까지 보이 밴드 블루로 활동 후 해체했으며, 2009년에 재결성하여 활동중이다. 2005년에 솔로 음반 Sanctuary, 2006년에 솔로 음반 Grace를 연이어 발매했다.